# Porr (Unternehmen, München)
Die PORR GmbH & Co. KGaA ist ein Bauunternehmen mit Hauptsitz in München. Ihr Angebotsportfolio reicht von der Generalplanung bis zur schlüsselfertigen Umsetzung. Die Porr ist in Deutschland in den Bereichen Government Services, Hochbau, Industriebau, Ingenieurbau, mineralische Rohstoffe, Spezialtiefbau, Tunnelbau, Umwelttechnik sowie Verkehrswegebau aktiv. Es ist ein Tochterunternehmen der österreichischen Porr-Gruppe mit Sitz in Wien. Neben dem Hauptsitz in München hat Porr in Deutschland unter anderem Niederlassungen in Berlin, Frankfurt am Main, Hamburg, Stuttgart, Schmölln (Thüringen), Dresden und Düsseldorf.

## Geschichte
PORR entstand in Deutschland aus der schrittweisen Übernahme der 1948 gegründeten Radmer Bau AG in den Jahren 1990 bis 2002 durch Porr. 2006 erfolgte die Umwandlung in eine GmbH. 2013 übernahm die Porr die Stump Spezialtiefbau GmbH, 2017 die Franki Grundbau GmbH & Co. KG in Seevetal sowie die Oevermann GmbH mit Sitz in Münster. 2019 wurden Stump Spezialtiefbau und Franki Grundbau zusammengeführt und die Stump-Franki Spezialtiefbau GmbH entstand.
Seit dem 1. Januar 2024 treten die Tochterunternehmen Radmer Kies GmbH & Co. KG, Stump-Franki Spezialtiefbau GmbH, Oevermann Verkehrswegebau GmbH und Oevermann Hochbau GmbH unter der Marke Porr auf mit den Firmen PORR Rohstoffe GmbH & Co. KG, PORR Spezialtiefbau GmbH, PORR Verkehrswegebau und PORR Hochbau West GmbH.

## Bauwerke
Ausgewählte Bauwerke der Porr in Deutschland:
- Zalando Headquarters, Berlin
- Verlagshaus Handelsblatt GmbH, Düsseldorf
- Hotel Steigenberger Am Kanzleramt, Berlin
- Prager Carrée, Dresden
- Bau der Festen Fahrbahn auf der Schnellfahrstrecke Nürnberg–Erfurt, von Ebensfeld bis Arnstadt
- Bau der Festen Fahrbahn auf der Schnellfahrstrecke Erfurt–Halle/Leipzig von Erfurt bis Gröbers
- Innensanierung Völkerschlachtdenkmal, Leipzig
- Finnetunnel, Herrengosserstedt – Neubau von zwei parallel geführten 6970 Meter langen eingleisigen Röhren im Bauverfahren Schildvortrieb
- Neubau „Große Olympia-Skisprungschanze“ in Arge, Garmisch-Partenkirchen
- Tunnel im Rahmen von Stuttgart 21 und der Neubaustrecke Wendlingen–Ulm: Boßlertunnel, Fildertunnel (einschließlich Feste Fahrbahn), Steinbühltunnel
- Ersatzneubau der Salzbachtalbrücke in Arge[8], Wiesbaden